# Martin Lundström
Martin Lundström (Norsjö, Suècia 1918 - 30 de juny de 2016) fou un esquiador de fons suec ja retirat que destacà a finals de la dècada del 1940 i principis de la de 1950.

## Biografia
Va néixer el 30 de maig de 1918 a la ciutat de Norsjö, població situada al comtat de Västerbotten.

## Carrera esportiva
Participà en els Jocs Olímpics d'Hivern de 1948 en les proves d'esquí de fons, aconseguint guanyar la medalla d'or en la prova de 18 quilòmetres. En aquests mateixos Jocs aconseguí guanyar també la medalla d'or amb l'equip suec en la prova de 4x10 km relleus. En els Jocs Olímpics d'Hivern de 1952 disputats a Oslo participà en la prova de 4x10 km relleus, aconseguint la medalla de bronze amb l'equip suec.
En el Campionat del Món d'esquí de fons l'any 1950 aconseguí la medalla d'or en la prova de relleus 4x10 km amb l'equip suec.